# Baby Baby (canção de Girls' Generation)
"Baby Baby" é um single promocional do girl group sul-coreano Girls' Generation. Foi lançado em 17 de março de 2008 através da SM Entertainment. A canção foi composta e produzida por Hwang Seong Je (BJJ) e Yoo Jenny.

## Lançamento
Girls' Generation lançou o teaser de seu single "Baby Baby" em 15 de março de 2008. O single foi lançado em sites de música em 17 de março de 2008. O vídeo musical oficial foi revelado no mesmo dia.
A canção foi incluída como faixa principal do álbum recompactado Baby Baby, que também foi lançado em 17 de março de 2008. O álbum foi lançado em duas versões, cada uma com os mesmo conteúdo, no entanto a arte da capa usada para um deles foi usada como a parte traseira do outro, e no sentido inverso.

## Promoções
Girls' Generation fizeram sua apresentação de volta aos palcos no programa musical Music Bank, em 21 de março de 2008. O grupo também apresentou "Baby Baby" em diversos programas musicais, como Show! Music Core, Inkigayo e M! Countdown nos meses de março e abril.
As promoções do álbum foram concluídas em 13 de abril de 2008 no Inkigayo.

## Vídeo musical
Um vídeo teaser foi lançado em 15 de março de 2008. O vídeo musical completo foi revelado em 17 de março. O vídeo consiste de cenas de bastidores a partir de outros vídeos musicais.

## Lista de faixas
| N.º            | Título         | Letras                          | Duração |  |
| 1.             | "Baby Baby"    | Hwang Seong Je (BJJ), Yoo Jenny | 03:11   |  |
| Duração total: | Duração total: | Duração total:                  | 03:11   |  |

## Desempenho nas paradas
Em sua estreia, "Baby Baby" começou fora do top 10. No entanto, como a canção tornou-se mais conhecida, subiu na parada e alcançou a 5ª posição.
| Parada | Melhor posição |
| ------ | -------------- |
| Gaon   | 5              |

## Créditos
- Girls' Generation - vocais
- Hwang Seong Je (BJJ) - produção, composição, arranjo, música
- Yoo Jenny - composição